# Trathala miniatithorax
Trathala miniatithorax är en stekelart som först beskrevs av Günther Enderlein 1921.  Trathala miniatithorax ingår i släktet Trathala och familjen brokparasitsteklar. Inga underarter finns listade i Catalogue of Life.